# Csaba Őry
Csaba Őry (ur. 12 maja 1952 w Budapeszcie) – węgierski polityk i działacz związkowy, deputowany do Parlamentu Europejskiego V (w 2004), VI i VII kadencji.

## Życiorys
Ukończył studia na Wydziale Prawa i Nauk Politycznych Uniwersytetu im. Loránda Eötvösa w Budapeszcie. Na tej samej uczelni w 1978 obronił doktorat. Zajmował się działalnością naukową, założył w 1988 Demokratyczny Związek Zawodowy Pracowników Naukowych. Pełnił też kierownicze funkcje w związku zawodowym „LIGA”.
W latach 90. dołączył do centroprawicowej partii Fidesz, w 1998 zasiadł w jego władzach krajowych. Do 2004 sprawował mandat posła do Zgromadzenia Narodowego. W okresie pełnienia funkcji premiera przez Viktora Orbána (1998–2002) Csaba Őry był sekretarzem stanu w Ministerstwie Spraw Społecznych i Rodziny i następnie w kancelarii premiera. W tym samym okresie reprezentował węgierski rząd w Międzynarodowej Organizacji Pracy, a także przewodniczył jednej z podkomisji we wspólnej komisji słowacko-węgierskiej.
W 2004 z ramienia Fideszu został deputowanym do Parlamentu Europejskiego V kadencji, w tym samym roku został wybrany na VI kadencję, w trakcie której był członkiem Komisji Zatrudnienia i Spraw Socjalnych oraz grupy EPP-ED. W wyborach europejskich w 2009 odnowił mandat europosła, wykonując go do 2014.